# Elección papal de 1145
La elección papal de 1145 siguió a la muerte del papa Lucio II y resultó en la elección de Bernardo Paganelli Montemagno como papa Eugenio III, el primer papa de la Orden del Cister.

## Elección de Eugenio III
El papa Lucio II, durante todo su pontificado, tuvo que enfrentarse a la comuna municipal de Roma, hostil al gobierno secular de los papas en la Ciudad Eterna. La facción republicana eligió a Giordano Pierleoni, hermano del anterior antipapa Anacleto II, como senador, y exigió que Lucio cediera todos los asuntos temporales en sus manos. El papa se negó y dirigió un pequeño ejército contra la sede de la comuna en el Capitolio. Fue derrotado y gravemente herido en este ataque, falleciendo el 15 de febrero de 1145 en la iglesia de San Gregorio en Clivo Scauri.
Los cardenales presentes en Roma se reunieron rápidamente en la iglesia de San Cesareo in Palatio y ese mismo día eligieron por unanimidad para el papado a Bernardo Pignatelli, discípulo de San Bernardo de Claraval, quien era abad del monasterio cisterciense de San Anastasio alle Tre Fontane, cerca de Roma, y probablemente no pertenecía al Colegio Cardenalicio. El elegido tomó el nombre de Eugenio III. Debido a la hostilidad del pueblo romano, su consagración tuvo lugar en el monasterio de Farfa el 18 de febrero de 1145.

## Cardenales electores
En febrero de 1145, el Sacro Colegio Cardenalicio contaba probablemente con 40 cardenales. Del examen de las suscripciones de las bulas papales de 1145 y de los datos disponibles sobre las misiones externas de los cardenales, es posible establecer que en la elección participaron no más de 34 cardenales.
Trece electores fueron creados por el Papa Inocencio II, nueve por Celestino II, once por Lucio II, uno por el Papa Calixto II y uno por el Papa Pascual II.
Hubieron seis cardenales ausentes. 